# Národní turistické stezky (Spojené státy americké)

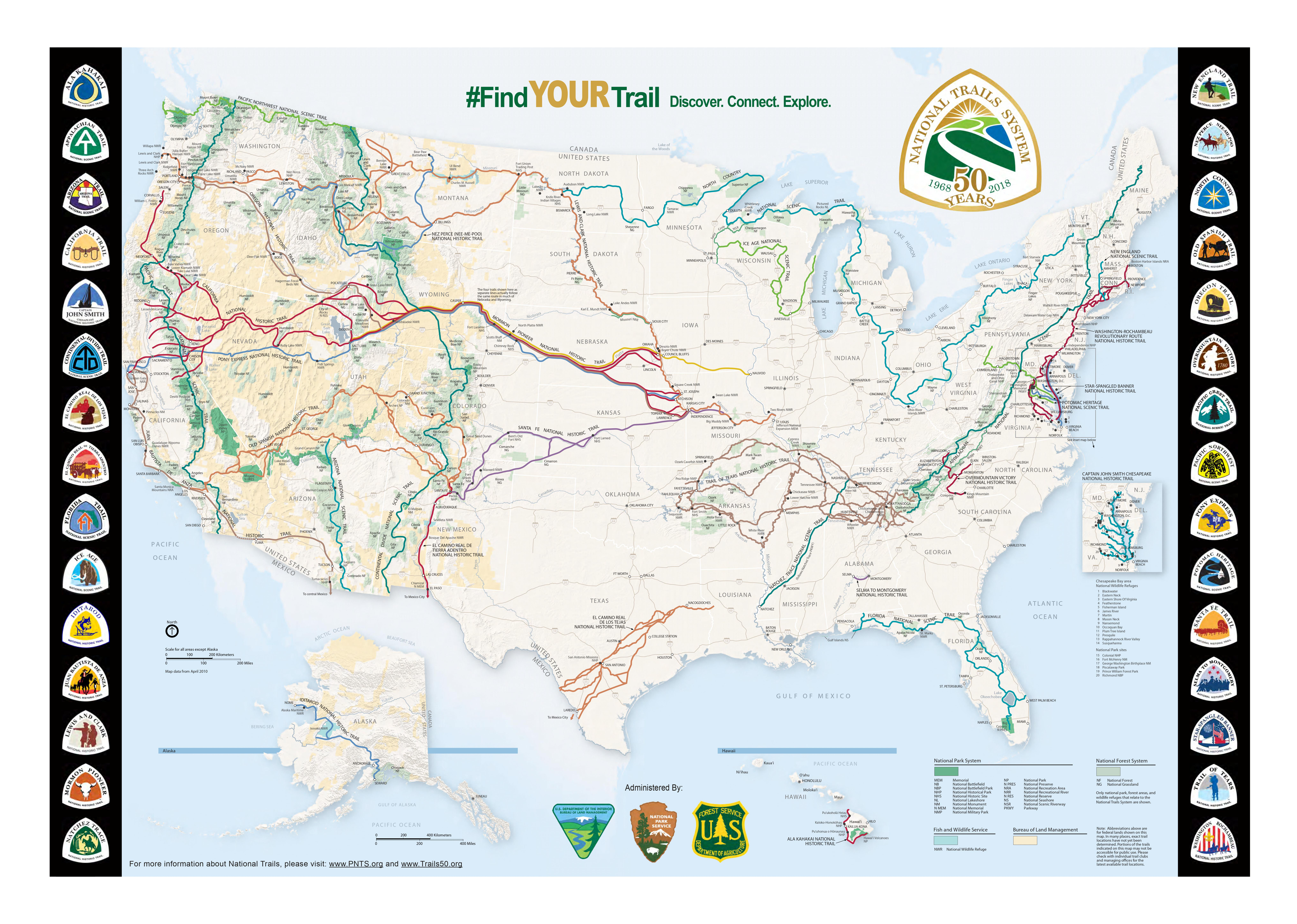
Mapa Národních turistických stezek Spojených států

Systém Národních turistických stezek ve Spojených státech amerických byl vytvořen legislativně zákonem National Trails System Act v říjnu roku 1968.
Tento zákon umožňuje tvorbu Národních turistických stezek, v současnosti jsou to přibližně tři desítky, jejichž účelem je podpora turistiky, zážitek z venkovních aktivit, přírody a vazba na národní historii. Existují čtyři typy těchto stezek: Národní scénické stezky (NST), Národní historické stezky (NHT), Národní rekreační stezky (NRT) a stezky, které je vzájemně propojují. NST poskytují venkovní rekreaci a zážitek z přírody (i historie a kulturní krajiny), NHT jsou stezky spojené s národní historií a NRT se vyskytují a jsou dostupné v blízkosti metropolitních oblastí a měst.
V roce 1968 vznikly jako první dvě národní turistické trasy Appalačská stezka a Pacifická hřebenovka a bylo navrženo dalších dvacet turistických tras, které v budoucnu mohly být do tohoto systému začleněny. O deset let později přibyly čtyři národní historické stezky a jedna scénická: Stezka kontinentálního rozvodí. V současnosti existuje 32 Národních turistických stezek, tj. 11 scénických a 21 historických, o celkové délce okolo 80 000 kilometrů. Dále existuje téměř 1 300 Národních rekreačních tras, které jsou zastoupeny ve všech 50 státech a v Portoriku.

## Národní scénické stezky
| Název stezky                   | anglicky                 | rok založení | délka km | státy |
| ------------------------------ | ------------------------ | ------------ | -------- | --- |
| Severní stezka                 | North Country Trail      | 1980         | 7 400    | Vermont, New York, Pensylvánie, Ohio, Michigan, Wisconsin, Minnesota, Severní Dakota                                                                                     |
| Stezka kontinentálního rozvodí | Continental Divide Trail | 1978         | 4 990    | Montana, Idaho, Wyoming, Colorado, Nové Mexiko |
| Pacifická hřebenovka           | Pacific Crest Trail      | 1968         | 4 270    | Kalifornie, Oregon, Washington |
| Appalačská stezka              | Appalachian Trail        | 1968         | 3 510    | Georgie, Severní Karolína, Tennessee, Virginie, Západní Virginie, Maryland, Pensylvánie, New Jersey, New York, Connecticut, Massachusetts, Vermont, New Hampshire, Maine |
| Floridská stezka               | Florida Trail            | 1983         | 2 400    | Florida |
| Stezka doby ledové             | Ice Age Trail            | 1980         | 1 930    | Wisconsin |
| Pacifická severozápadní stezka | Pacific Northwest Trail  | 2009         | 1 930    | Montana, Idaho, Washington |
| Arizonská stezka               | Arizona Trail            | 2009         | 1 300    | Arizona |
| Stezka řeky Potomac            | Potomac Heritage Trail   | 1983         | 1 130    | Virginie, Maryland, Pensylvánie, District of Columbia |
| Stezka Nové Anglie             | New England Trail        | 2009         | 350      | Massachusetts, Connecticut |
| Načezská stezka                | Natchez Trace Trail      | 1983         | 100      | Tennessee, Alabama, Mississippi |

## Národní historické stezky
| Název stezky                              | anglicky                                    | rok založení | délka km | státy |
| ----------------------------------------- | ------------------------------------------- | ------------ | -------- | --- |
| Oregonská stezka                          | Oregon National Historic Trail              | 1978         | 3 490    | Iowa, Missouri, Kansas, Nebraska, Wyoming, Idaho, Oregon                                                                        |
| Mormonská stezka                          | Mormon Pioneer National Historic Trail      | 1978         | 2 100    | Illinois, Iowa, Nebraska, Wyoming, Utah                                                                                         |
| Lewisova a Clarkova stezka                | Lewis and Clark National Historic Trail     | 1978         | 6 000    | Illinois, Missouri, Kansas, Iowa, Nebraska, Jižní Dakota, Severní Dakota, Montana, Idaho, Oregon, Washington                    |
| Stezka Iditarod                           | AIditarod Trail                             | 1978         | 3 780    | Aljaška |
| Stezka Overmountain Victory               | Overmountain Victory Trail                  | 1980         | 440      | Tennessee, Severní Karolína, Jižní Karolína                                                                                     |
| Stezka Nez Perce                          | Nez Perce Trail                             | 1986         | 1 880    | Oregon, Idaho, Wyoming, Montana                                                                                                 |
| Stezka Santa Fe                           | Santa Fe Trail                              | 1987         | 1 940    | Missouri, Kansas, Oklahoma, Texas, Nové Mexiko, Colorado                                                                        |
| Stezka slz                                | Trail of Tears                              | 1987         | 3 500    | Georgia, Severní Karolína, Tennessee, Alabama, Kentucky, Illinois, Missouri, Arkansas, Oklahoma                                 |
| Stezka Juana Bautisty de Anzy             | Juan Bautista de Anza Trail                 | 1990         | 1 900    | Arizona, Kalifornie |
| Kalifornská stezka                        | California Trail                            | 1992         | 9 120    | Missouri, Kansas, Nebraska, Colorado, Wyoming, Idaho, Utah, Nevada, Kalifornie, Oregon                                          |
| Stezka Pony Express                       | Poby Express Trail                          | 1992         | 3 160    | California, Colorado,Kansas, Missouri, Nebraska, Nevada,Utah, Wyoming                                                           |
| Stezka ze Sely do Montgomery              | Selma to Montgomery Trail                   | 1996         | 90       | Alabama |
| Stezka Camino Real de Tierra Adentro      | Camino Real de Tierra Adentro Trail         | 2000         | 650      | Nové Mexiko |
| Stezka Ala Kahakai                        | Ala Kahakai Trail                           | 2000         | 280      | Havaj |
| Stará španělská stezka                    | Old Spanish Trail                           | 2002         | 4 300    | Nové Mexiko, Colorado, Utah, Arizona, Nevada, Kalifornie                                                                        |
| Stezka El Camino Real de los Tejas        | El Camino Real de los Tejas Trail           | 2004         | 4 150    | Texas, Louisiana |
| Chesapeakská stezka kapitána Johna Smithe | Captain John Smith Chesapeake Trail         | 2006         | 4 800    | Delaware, Maryland, Virginie, District of Columbia                                                                              |
| Stezka Star-Spangled Banner               | Star-Spangled Banner Trail                  | 2008         | 470      | Maryland, Virginie, District of Columbia                                                                                        |
| Stezka nezávislosti Washington–Rochambeau | Washington–Rochambeau Revovolutionary Route | 2009         | 970      | Massachusetts, Rhode Island, Connecticut, New York, New Jersey, Pensylvánie, Maryland, Delaware, Virginie, District of Columbia |